# Ryuzo Hiraki
Ryuzo Hiraki (平木 隆三, Hiraki Ryuzo) né le 7 octobre 1931 à Sakai au Japon et mort le 2 janvier 2009 est un footballeur japonais.